# 마제드 압둘라
마제드 아메드 압둘라 알 모하메드(아랍어: ماجد عبد الله, Majed Ahmed Abdullah Al-Mohammed, 1959년 1월 11일 ~ )는 사우디아라비아의 전직 축구 선수로 포지션은 공격수였으며 사우디아라비아 축구 국가대표팀의 최다득점자(67골)이다. 또한 1986년 아시안 게임 은메달리스트이자 알나스르 FC의 프랜차이즈 스타였으며 대표적인 별명은 아라비아의 펠레였다.

## 유년기
압둘라는 1959년 11월 1일 알이티하드 팀 근처의 집에서 태어났다. 아버지는 축구 감독이었으며 축구팀 근처에서 살아서 축구 환경에서 지냈으며 집 벽의 모든 그림과 마제드의 아버지와 손님들과의 대화의 내용은 축구에 관한 것이었을 정도로 어렸을 때부터 축구에 빠지게 됐다.
1960년대 중반 그의 아버지가 알나스르의 유소년팀 감독을 맡게 되자 수도인 리야드로 이사를 가게 됐고 마제드는 몇년 뒤 학교의 인근 팀에서 골키퍼로 뛰기 시작했다.
그러던 어느날 공격수 한명이 결석하자 대신 공격수로 뛰었고 고등학교 진학 후 이웃들과 '알이티파크'라는 팀을 결성하고 유명 대회에 참가하려 했다가 어린 나이 때문에 거절당했으나 끝까지 포기하지 않고 리야드의 유명팀과의 경기에서 멀티골을 터뜨리며 3-1 승리에 공헌했으며 알이티파크는 이후 열린 대회에서 우승을 차지했다.

## 선수 경력

### 클럽
1977년 알나스르 FC 입단 후 1998년 은퇴할 때까지 21년간 알나스르에서만 194경기 189골을 터뜨리면서 사우디 프로리그 4회 우승, 사우디아라비아 국왕컵 4회 우승, GCC 챔피언스리그 2연패(1996, 1997년), 1997-98 아시안 컵위너스컵 우승에 기여했고 사우디 리그 득점왕 6회, 사우디 국왕컵 득점왕 4회, 아라비아 황금 부트 2회, GCC 챔피언스리그 득점왕 2회, 1991년 사우디 크라운 프린스컵 득점왕 등 팀 성적 뿐만 아니라 개인 성적면에서도 화려한 업적들을 남겼다.

### 국가대표팀
1978년 포르투갈 1부 리그 명문 구단인 SL 벤피카와의 비공식 데뷔전에서 멀티골을 기록했고 그 해 12월 10일 중국과의 1978년 아시안 게임 B조 조별리그 1차전에서 국제 A매치 데뷔전을 치렀다.
이후 1994년 국가대표팀에서 은퇴할 때까지 A매치 통산 117경기 72골을 터뜨리며 1984년 AFC 아시안컵 우승, 1986년 아시안 게임 은메달, 1988년 AFC 아시안컵 우승, 1992년 아랍 네이션스컵 준우승, 1985년 팬아랍 게임 4강, 1994년 FIFA 월드컵 16강 진출 등에 혁혁한 공을 세웠고 1982년 걸프컵 득점왕, 1984년 아시아 올해의 선수상, 1985년 팬아랍 게임 득점왕 등에 선정되며 1999년 국제축구역사통계연맹에서 선정한 세기의 아시아 선수상, 2000년 IFFHS 세기의 선수 64위에 등재되면서 아시아 최고의 선수 반열에 올라섰다.

## 은퇴 후
1998년 알나스르의 감독으로 그 해 아시안 슈퍼컵 우승을 이끌었고 이후 10년이 지난 2008년 5월 20일 킹 파흐드 국제경기장에서 열린 스페인 프리메라리가의 명문 구단이자 강호인 레알 마드리드와의 은퇴 경기에서 7만명의 관중이 지켜보는 가운데 출전했고 팀은 이 경기에서 4-1로 승리했다.

## 같이 보기
- A매치 100경기 이상 출전한 축구 선수 명단